# Дом динамита
«Дом динамита» (англ. A House of Dynamite) — предстоящий американский политический триллер режиссёра Кэтрин Бигелоу по сценарию Ноа Оппенгейма, фильм находится на стадии пост-продакшна. Главные роли исполнили Идрис Эльба, Ребекка Фергюсон, Гэбриел Бассо, Джаред Харрис, Грета Ли, Трейси Леттс, Мозес Ингрэм, Энтони Рамос, Брайан Ти, Джона Хауэр-Кинг и Кайл Аллен.
Премьера состоится на сервисе Netflix.

## Сюжет
Сюжет фильма будет разворачиваться в «реальном времени», в Белом доме во время готовящейся ракетной атаки на США.

## В ролях
- Идрис Эльба
- Ребекка Фергюсон
- Габриэль Бассо
- Джаред Харрис
- Грета Ли
- Трейси Леттс
- Мозес Ингрэм
- Энтони Рамос
- Брайан Ти
- Джона Хауэр-Кинг
- Кайл Аллен
- Франческа Карпанини
- Абубакр Али
- Малахия Бисли
- Амина Нивес
- Джейсон Кларк
- Гбенга Акиннагбе

## Производство
В мае 2024 года стало известно, что Кэтрин Бигелоу станет режиссёром фильма-триллера для компании Netflix, своего следующего полнометражного фильма после «Детройта» (2017). В июне к актёрскому составу присоединились Идрис Эльба, Ребекка Фергюсон, Гэбриел Бассо, Джаред Харрис и Грета Ли.. В августе к ним присоединились Трейси Леттс и Мозес Ингрэм. В сентябре к актёрскому составу фильма присоединились Энтони Рамос, Брайан Ти, Джона Хауэр-Кинг, Кайл Аллен, Франческа Карпанини, Абубакр Али, Малачи Бизли, Амина Ниевес и Джейсон Кларк.. В октябре к актёрскому составу присоединился Гбенга Акиннагбе. 24 октября стало известно, что съёмки начались в Трентоне, штат Нью-Джерси. В декабре стало известно, что фильм находится на стадии пост-продакшена.